# Municipio de South Abington
El municipio de South Abington (en inglés: South Abington Township) es un municipio ubicado en el condado de Lackawanna en el estado estadounidense de Pensilvania. En el año 2000 tenía una población de 8.638 habitantes y una densidad poblacional de 371.9 personas por km².

## Geografía
El municipio de South Abington se encuentra ubicado en las coordenadas 41°31′00″N 75°39′59″O / 41.51667, -75.66639.

## Demografía
Según la Oficina del Censo en 2000 los ingresos medios por hogar en la localidad eran de $58,504 y los ingresos medios por familia eran de $66,635. Los hombres tenían unos ingresos medios de $46,754 frente a los $32,981 para las mujeres. La renta per cápita de la localidad era de $27,382. Alrededor del 2,6% de la población estaba por debajo del umbral de pobreza.